# Brânceni
Brânceni è un comune della Romania di 3 012 abitanti, ubicato nel distretto di Teleorman, nella regione storica della Muntenia.